# Gran Premio di Francia 1932
Il Gran Premio di Francia 1932, valido quale seconda prova del Campionato europeo di automobilismo 1932 e XVIIIª edizione assoluta del Gran Premio di Francia, si disputò sul circuito di Reims e fu vinto da Tazio Nuvolari su Alfa Romeo. La gara durò 5 ore, e non era stata stabilita una distanza da percorrere.

## Vigilia
Nel 1932, per la prima volta, l'Automobile Club de France ha scelto il veloce circuito triangolare di Reims-Gueux, che aveva regolarmente ospitato il Grand Prix de la Marne dal 1925, come sede del suo Grand Prix. Nel periodo precedente alla gara, c'è stato un incidente imbarazzante quando una misurazione successiva poco prima della partenza ha mostrato una lunghezza del percorso di 7,8269 km invece degli 8 km dichiarati per anni e la tabella di conversione per determinare le velocità medie non ha potuto essere regolata in tempo.
Poiché Maserati, nonostante la promettente posizione di Luigi Fagioli nella classifica del Campionato Europeo, decise sorprendentemente di non partecipare, la gara divenne un duello tra Alfa Romeo e Bugatti. Alfa Romeo aveva nel frattempo completato un terzo esemplare della nuova Alfa Romeo Tipo B monoposto per Rudolf Caracciola, che, insieme a Tazio Nuvolari e Baconin Borzacchini, rappresentava i colori della casa, mentre Giuseppe Campari doveva accontentarsi del ruolo di pilota di riserva. Alla Bugatti, Louis Chiron lasciò le due vetture da corsa Type 54 ai suoi due compagni di squadra Achille Varzi e Albert Divo e optò per il modello Type 51 molto più debole, ma molto più leggero e meglio posizionato dell'anno precedente. Il resto del campo era costituito da privati su Bugatti di entrambi i tipi e vecchie Alfa Romeo tipo "Monza".

## Gara

### Resoconto
Le posizioni sono state decise in base al numero di gara del pilota, assegnato prima dell'evento. 
Per cinque giri all'inizio della gara, c'è stata una battaglia tra Caracciola e Varzi per il comando, ma poi il pilota Bugatti è sceso posizione dopo posizione e alla fine si è ritirato per un guasto al cambio. Di conseguenza, i tre piloti Alfa Romeo sono stati in grado di distinguere la gara in gran parte indisturbati tra di loro. Solo durante i pit stop circa a metà gara Nuvolari, che in quel momento era terzo, ripiegò brevemente dietro a Chiron, fino a quando anche la Bugatti dovette fermarsi per fare rifornimento e cambiare le gomme. 
La valutazione della gara si è basata sulle distanze che i partecipanti avevano raggiunto dopo esattamente cinque ore, le posizioni delle vetture nell'ultimo giro sono state interpolate di conseguenza sulla base del cronometraggio precedente e successivo al traguardo. Tuttavia, le tabelle di calcolo erano basate sul valore errato di 8 km per la lunghezza di un giro, il che spiega le corrispondenti discrepanze nella classifica finale.

### Risultati[2]
| Pos. | Nº | Pilota                  | Team             | Auto             | Giri | Distacco Causa ritiro | Griglia | Punti |
| ---- | -- | ----------------------- | ---------------- | ---------------- | ---- | --------------------- | ------- | ----- |
| 1    | 12 | Tazio Nuvolari          | Alfa Corse       | Alfa Romeo P3    | 92   |                       | 5       | 1     |
| 2    | 30 | Baconin Borzacchini     | Alfa Corse       | Alfa Romeo P3    | 92   |                       | 10      | 2     |
| 3    | 18 | Rudolf Caracciola       | Alfa Corse       | Alfa Romeo P3    | 92   |                       | 7       | 3     |
| 4    | 32 | Louis Chiron            | Ettore Bugatti   | Bugatti T51      | 91   | +1 giro               | 11      | 4     |
| 5    | 44 | René Dreyfus            | Scuderia privata | Bugatti T51      | 90   | +2 giri               | 15      | 4     |
| 6    | 42 | William Grover-Williams | Williams         | Bugatti T51      | 90   | +2 giri               | 14      | 4     |
| 7    | 24 | Goffredo Zehender       | G. Zehender      | Alfa Romeo Monza | 84   | +8 giri               | 8       | 4     |
| 8    | 46 | Pierre Félix            | P. Fèlix         | Alfa Romeo Monza | 82   | +10 giri              | 16      | 4     |
| 8    | 46 | Robert Girod            | P. Fèlix         | Alfa Romeo Monza | 82   | +10 giri              | 16      | -     |
| 9    | 28 | Earl Howe               | Earl Howe        | Bugatti T54      | 77   | +15 giri              | 10      | 4     |
| 9    | 28 | Hugh Hamilton           | Earl Howe        | Bugatti T54      | 77   | +15 giri              | 10      | -     |